# Резерв сумнівних боргів
Резерв сумнівних боргів — це резерв, який створюється з метою покриття у майбутньому безнадійної дебіторської заборгованості. Він коригує дебіторську заборгованість до її чистої реалізаційної вартості, дозволяє підприємству показати, що відповідна сума не може бути стягнута з дебіторів. Таким чином, в умовах ризику неплатоспроможності покупців, підприємство попереджає виникнення втрат від сумнівної дебіторської заборгованості.

## Методи нарахування резерву сумнівних боргів
В зв'язку з тим, що сьогодні спеціалісти комунальних підприємств не мають достатнього практичного досвіду застосування методики розрахунку сум безнадійної заборгованості, рекомендуємо опиратися на підходи до обчислення резерву сумнівних боргів, визначені в П(С)БО 10 «Дебіторська заборгованість», П(С)БО 1 «Загальні вимоги до фінансової звітності», П(С)БО 2 «Баланс», П(С)БО 3 «Звіт про фінансові результати», П(С)БО 14 «Оренда», П(С)БО 19 «Об'єднання підприємств» та інших нормативних документах, які регламентують бухгалтерський облік дебіторської заборгованості.
Згідно з Наказом Мінфіну № 363 від 23.05.2003 р., яким було внесено зміни і доповнення до П(С)БО 10 «Дебіторська заборгованість» величина сумнівних боргів визначається:
1. виходячи з платоспроможності окремих дебіторів;
2. виходячи з питомої ваги безнадійних боргів у чистому доході від реалізації продукції (товарів, робіт, послуг) на умовах наступної оплати;
3. на основі класифікації дебіторської заборгованості.

Для розрахунку резерву сумнівних боргів використовується облікова бухгалтерська інформація по рахунку 36 «Розрахунки з покупцями і замовниками» про суми поточної та безнадійної дебіторської заборгованості. До аналізу, оцінки поточної дебіторської заборгованості з метою групування її за строками непогашення та розрахунку резерву сумнівних боргів залучаються декілька служб підприємства: в першу чергу, абонентський, юридичний відділ, бухгалтерія та планово-економічний відділ. Управлінським рішенням обирається метод розрахунку резерву сумнівних боргів. Відповідно до п. 9 П(С)БО 10 «Дебіторська заборгованість» цей розрахунок може здійснюватися, виходячи з оцінки платоспроможності окремих дебіторів або на основі класифікації дебіторської заборгованості.
Метод визначення резерву, виходячи з оцінки платоспроможності окремих дебіторів, передбачає, що підприємство буде аналізувати стан дебіторської заборгованості окремо по кожному абоненту. Якщо дебітор протягом тривалого періоду (наприклад, більше року) не сплачував за послуги, то підприємство може ухвалити рішення про включення частини його поточної дебіторської заборгованості до резерву сумнівних боргів.
Підходи до визначення величини резерву сумнівних боргів можуть обиратися в межах однієї групи споживачів. Диференційований метод оцінки та нарахування резерву може застосовуватися окремо по кожній групі, наприклад:
- по госпрозрахункових підприємствах — оцінюється платоспроможність окремих дебіторів в залежності від терміну відсутності оплат за спожиті послуги;
- по бюджетних організаціях і установах — при відсутності боргу більше року резерв не нараховується. Підприємство контролює рівень поточних бюджетних зобов'язань та визначає їх величину для своєчасного погашення;
- по населенню — переважно застосовують метод класифікації дебіторської заборгованості.

Незалежно від обраного методу на підприємствах ведеться аналітичний облік дебіторської заборгованості по кожному споживачу, дебіторська заборгованість якого (або її частина) включена в резерв сумнівних боргів.
Не рекомендовано застосовувати підхід, коли при наявності нарахованого резерву сумнівних боргів на практиці списувалася безнадійна дебіторська заборгованість в звітному році не за рахунок резерву, а шляхом списання на поточні витрати по даті їх виникнення (тобто резерв створено, але не використовується). Цей підхід порушує методичні засади бухгалтерського обліку, доцільність створення резерву і економічну логіку.
Незалежно від вибору методу розрахунку резерву, підприємство самостійно (на власний розсуд) класифікує дебіторську заборгованість за строками непогашення. Класифікація за термінами непогашення може бути більше чи менше детальною в залежності від оцінки конкретної ситуації, що склалася. Ця інформація є обов'язковою для розкриття у Примітках до річної фінансової звітності підприємства (форма № 5).